# Mittlerer Osten

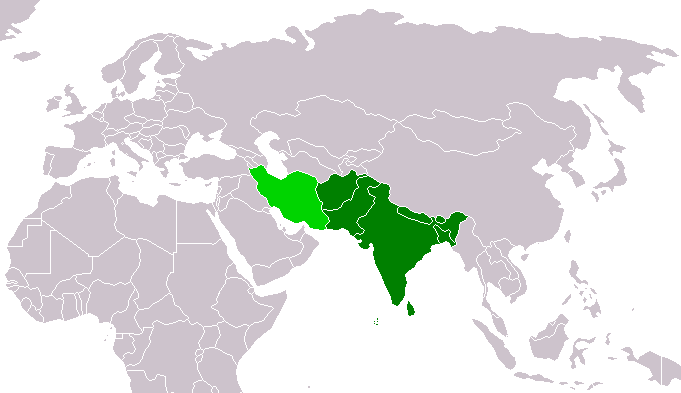
Länder des Mittleren Ostens im Deutschen

Mittlerer Osten oder Mittlerer Orient ist ein geographisch nicht eindeutig festgelegter Begriff. Im Deutschen bezeichnet er in Asien zusammenfassend die Länder Iran, Afghanistan, Pakistan, Indien, Nepal, Bhutan, Sri Lanka und Bangladesch. Die Länder liegen zwischen dem Nahen Osten (Vorderasien) im Südwesten und dem Fernen Osten (Ost- und Südostasien) im Osten. Myanmar wird selten zum Mittleren Osten, stattdessen meist zu Südostasien gezählt. Das als „Mittlerer Osten“ bezeichnete Gebiet entspricht weitgehend Südasien.

## Begriffliche Abgrenzung im internationalen Sprachgebrauch
Im Arabischen wird unter dem Begriff Mittlerer Osten (arabisch الشرق الأوسط asch-scharq al-awsat, DMG aš-šarqu l-ausaṭ) der im Deutschen als Naher Osten bezeichnete Raum verstanden.
Im Englischen wird unter Middle East im engeren Sinn ebenfalls der deutsche Nahe Osten verstanden. Im weiter gefassten, kulturgeographischen Sinn umfasst das englische Greater Middle East Nordafrika bis zum Südrand der Sahara, von Mauretanien im Westen bis zum Sudan im Osten, und außerdem in Asien das gesamte Gebiet von der Arabischen Halbinsel im Süden und von Kleinasien im Norden über das Iranische Hochland bis einschließlich Pakistan. Der Begriff Middle East im englischen Sprachraum wurde 1902 vom US-amerikanischen Militärhistoriker Alfred Thayer Mahan geprägt.
Im Spanischen dagegen findet sich der Terminus Oriente Medio mit der im Deutschen üblichen Abgrenzung (gemäß RAE).